# Викнер, Карл
Карл Понтус Викнер (швед. Carl Pontus Wikner; 19 мая 1837, Мункедаль — 15 мая 1888, Христиания) — шведский философ, публицист, педагог, профессор.

## Биография
Сын инспектора завода. В три с половиной года научился читать. В возрасте семи лет увлёкся библейской историей на немецком языке, а еще через несколько лет — английской и латинской грамматикой. После учебы в Упсальском университете стал там же адъюнкт-профессором теоретической философии и старшим преподавателем. В 1884 году был назначен профессором философии в Университете Христиании, где в следующем году занял кафедру.

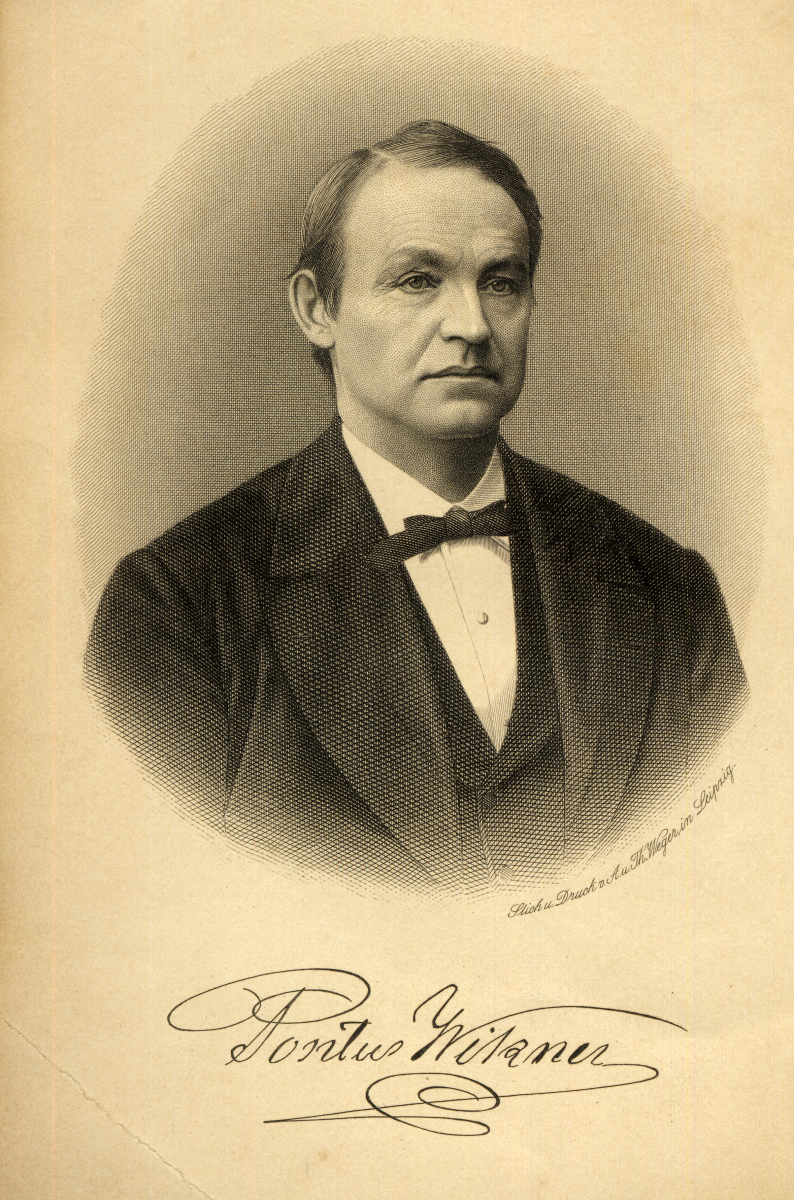
Карл Викнер

Как философ находился под влиянием Кристофера Якоба Бострёма, но утверждал свою собственную независимую точку зрения, частично в научных трудах, частично также в более популярных, редко хорошо написанных работах. Среди последних — серия философских и религиозных лекций, таких как «Жертвоприношение культуры», «Сага о Нарциссе» и некоторые исторические романы, созданные под влиянием искусства стиля Виктора Рюдберга, отличающиеся богатством мысли, красотой формы и теплым религиозным духо
Летом 1871 года женился на своей подруге детства Иде Вайнберг (1837—1910). У них было два сына, Эрнст и Хьюго. Для Викнера это было браком по расчету, потому что он был геем.
Ближе к концу жизни Викнер писал, что страдает четырьмя хроническими заболеваниями.
Умер незадолго до того, как ему исполнился 51 год, похоронен на старом кладбище Уппсалы.
Своими сочинениями содействовал популяризации философских знаний в скандинавском обществе. Вклад Викнера в историю гомосексуализма состоит, главным образом, в первом описании проблематики гомосексуальной идентичности и процесса каминг-аута. К. Викнер передал для будущих исследований на медицинский факультет университета Уппсалы свои «Психологические самоисповеди» (1879) и дневники 1853—1871 годов. По его собственному желанию они не были опубликованы до смерти его жены и сыновей — ближайших членов семьи.

## Избранные труды
- «Undersökningar om enhet och můngfold» (1863);
- «Kultur och filosophi» (1869);
- «Undersökningar augående den materrialistiska ämnen» (1871);
- «Uppsatser i religiosa ämnen» (1871),
- «Religiösa meditationer och föredrag» (3 т., 1873—1875).